# Automan
Automan è una serie televisiva di fantascienza creata nel 1983 da Glen A. Larson. Si avvicina molto dal punto di vista visivo al film Tron della Disney grazie agli effetti speciali applicati al vestiario e ai mezzi di locomozione legati al protagonista. La serie venne mandata in onda per intero (13 episodi) dapprima su Italia 1 a partire dal 5 gennaio 1985 poi replicata nel 1986; negli anni novanta ne furono trasmessi solo alcuni episodi su Videomusic e successivamente su TMC2.
La serie è composta soltanto da una stagione di tredici episodi della durata di circa 50 minuti perché negli Stati Uniti non ebbe un successo tale da giustificare la produzione di altre stagioni.

## Trama

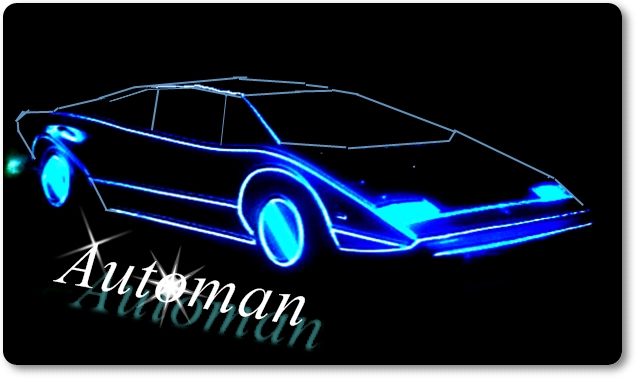
L'automobile virtuale di Automan è in realtà una Lamborghini Countach Evoluzione.

La serie racconta le avventure di Walter Nebicher, un programmatore impiegato al dipartimento di polizia di Los Angeles poco stimato per il suo lavoro d'ufficio dai superiori. Egli decide quindi di programmare un videogioco in cui compaia un compagno perfetto per la lotta al crimine ma, in seguito a un sovraccarico di corrente, il videogioco prende vita e nasce Automan, interfaccia fisica simile a un'intelligenza artificiale, una specie di ologramma che vive al di fuori dello schermo.
Purtroppo Automan consuma molta elettricità e spesso non è in grado di comparire quando Walter richiede il suo aiuto. Anche per questo il programma è in grado di funzionare soltanto di notte, quando cioè c'è una minore richiesta di energia.
In aggiunta il programma crea Cursore, il compagno di Automan fatto soltanto a forma appunto di cursore luminoso. Cursore è in grado di disegnare, e quindi creare, nel mondo reale qualsiasi cosa Automan richieda, come ad esempio automobili ed elicotteri. Essendo creati dal computer, questi mezzi non sono soggetti alle leggi della fisica, tanto che, ad esempio, l'Autocar esegue curve ad angolo retto a tutta velocità e Walter ogni volta va a finire schiacciato contro gli sportelli.
Automan è conosciuto dai personaggi umani della serie come "Otto J. Mann" (in inglese la pronuncia è molto simile ad Automan) un agente governativo che aiuta Walter nelle sue indagini; l'unica oltre Walter a conoscere la sua vera identità è Roxanne, la collega di Nebicher che spesso interviene nelle indagini e di cui il poliziotto è innamorato.

## Caratteristiche
Il costume di Automan sembrava brillare sullo schermo grazie al suo tessuto riflettente disegnato da 3M. Il tessuto era costituito da minuscole sfere riflettenti ed era in grado di riflettere quasi il 100 percento della luce che brillava su di essa (la tecnica era stata utilizzata diversi anni prima per i costumi kryptoniani di Superman). Il costume aveva anche piastre altamente attaccate ad esso per fornire l'aspetto olografico, il tutto migliorato nella post-produzione attraverso effetti di cromakey.
L'Autocar e l'Autochopper erano i veicoli più comuni creati per il trasporto. Ogni veicolo appariva o scompariva come una sequenza di wireframe disegnata da Cursore ed era nera con strisce di nastro riflettente attaccate su di essi. L'Autocar era una Lamborghini Countach LP400 che era in grado di compiere curve di 90 gradi senza perdere il controllo e sorpassare semplicemente stringendosi, piuttosto che girare. Tuttavia, i passeggeri umani non adeguatamente fissati nei loro sedili verrebbero spesso gettati all'interno con lo slancio dall'improvviso cambio di posizione. L'Autochopper era un Bell Jetranger in grado di atterrare ovunque. Lo spettacolo presentava anche un aereo e una moto futuristici, mentre altri episodi presentavano una pistola e una chitarra distintive.
Un'altra caratteristica di spicco di Automan è la capacità di "avvolgersi" attorno a Walter come mezzo per proteggerlo. Sembrerebbero una sola persona, ma poiché Walter è 'dentro' Automan, finisce inavvertitamente per parlare con due voci.
Tuttavia, l'uso eccessivo di elettricità di Automan significherebbe spesso che soffrirebbe di carenza di energia durante il giorno, quindi è più attivo nelle ore notturne come già detto.
Tutte queste attività in tempo reale vengono svolte da un PDP-11/23

## Tron e Automan: somiglianze e differenze
Automan è stato spesso considerato, a ragione o a torto, una copia del film della Disney Tron per via di alcune scelte stilistiche. Infatti le due pellicole hanno in comune un'ambientazione fantascientifica in cui il mondo della realtà virtuale si fonde con la realtà fisica.
Tuttavia, in Tron un programmatore viene risucchiato nella realtà virtuale mentre in Automan accade l'esatto opposto: un programma informatico prende vita e riesce a manifestarsi nel mondo reale, facendo sì che questa realtà si trasformi in un'estensione di quella virtuale. Automan infatti è in grado di programmare a proprio piacimento mezzi di trasporto e oggetti che diventano reali anche per il suo creatore umano Walter.
In sostanza, mentre in Tron il protagonista diventa parte del sistema e può interagire con il mondo in cui si trova, Automan, oltre a possedere tutte le caratteristiche di un essere umano, è in grado di utilizzare tutte le sue capacità informatiche, come un supereroe fa coi suoi superpoteri.

## Personaggi
- Automan - Interpretato da Chuck Wagner. Uomo virtuale.
- Walter Nebicher - Interpretato da Desi Arnaz Jr.. Ideatore del programma che genera Automan e Cursore.
- Tenente Jack Curtis - Interpretato da Robert Lansing
- Capitano E. G. Boyd - Interpretato da Gerald S. O'Loughlin
- Roxanne Caldwell - Interpretata da Heather McNair

## Episodi
| Stagione       | Episodi | Prima TV USA | Prima TV Italia |
| -------------- | ------- | ------------ | --------------- |
| Prima stagione | 13      | 1983-1984    | 1985            |

## Doppiaggio[2]
| Personaggio         | Doppiatore italiano |
| ------------------- | ------------------- |
| Automan             | Giorgio Melazzi     |
| Walter Nebicher     | Federico Danti      |
| Tenente Jack Curtis | Vittorio Bestoso    |
| Capitano E. G. Boyd | Riccardo Mantani    |
| Roxanne Caldwell    | Marcella Silvestri  |